# Таркунде, Витхал Махадео
Витхал Махадео Таркунде (маратхи विठ्ठल महादेव तारकुंडे, 3 июля 1909 — 22 марта 2004) — индийский гуманист, адвокат, судья и правозащитник. Соратник Манабендры Роя и Джаяпракаша Нараяна. В Индии его называли «отцом движения за гражданские свободы», а Верховный суд Индии отмечал его как «несомненно самого выдающегося судью в период после М. К. Чаглы с 1957 года». В 1998 году награждён третьей по высоте гражданской наградой Индии — орденом Падма бхушан.

## Образование и юридическая практика
Был вторым из пяти детей Махадео Раджарама Таркунде, популярного юриста и социального реформатора в Сасваде, который, будучи брамином по касте, боролся против практики неприкасаемости. В 1920 году Витхал поступил в Новую английскую школу в Пуне. На вступительных экзаменах в 1925 году в Бомбейский университет занял первое место. Окончив в 1929 году колледж Фергюссона, перебрался в Лондон, где учился в Lincoln’s Inn и получил квалификацию адвоката в 1931 году. Он также посещал лекции по экономике, политологии и социальной антропологии в Лондонской школе экономики (LSE) экстерном.
Он вернулся в Индию в конце следующего года и начал свою юридическую практику в Пуне в 1933 году. Он вёл её до 1942 года, когда стал членом Радикально-демократической партии. Свою юридическую практику возобновил после обретения независимости и был назначен судьёй Высокого суда Бомбея в сентябре 1957 года. Он добровольно ушел с поста судьи Высокого суда Бомбея в 1969 году, перейдя в Верховный суд Индии, где проработал до своей отставки в 1977 году в возрасте 68 лет. В основном он занимался судебными разбирательствами, связанными с общественными интересами и конституционными делами, большинство из которых он вёл с небольшими гонорарами или вообще без них.

## Политический активизм и радикальный гуманизм
В 1933 году он присоединился к Социалистической партии Конгресса и Индийскому национальному конгрессу (ИНК). Сперва покинул первую, разочаровавшись в её голосовании против Субхаса Чандры Боса на сессии Конгресса в Трипури в январе 1939 года, и в апреле 1939 года присоединился к Лиге радикальных конгрессменов во главе с его наставником, бывшим коммунистическим лидером М. Н. Роем, а затем в 1940 году вместе с последним вышел и из ИНК из-за разногласий по вопросу об участии во Второй мировой войне. Рой выступал за участие в войне против держав Оси, одновременно стремясь к независимости Индии, и для продвижения этой позиции основал левую Радикально-демократическую партию. Генеральным секретарем РДП в 1944 году был избран Таркунде, перебравшийся для этого в Дели.
К 1946 году Рой сформулировал философию «нового гуманизма»; вскоре они с Таркунде пришли к выводу о нерелевантности политических партий как инструмента отстаивания свобод и поэтому распустили РДП в декабре 1948 года. В 1969 году Таркунде основал Индийскую ассоциацию радикальных гуманистов. Он также начал редактировать журнал Radical Humanist (основанный в 1937 году Роем как Independent India) в апреле 1970 года, первоначально финансируя его из собственного кармана. В 1973 году он был одним из тех, кто подписал Гуманистический манифест. Таркунде был членом правления Международного гуманистического и этического союза на протяжении более 40 лет. Этот союз отметил его Международной гуманистической премией 1978 года.
Во время чрезвычайного положения в Индии (1975—1977) Таркунде тесно сотрудничал с Джаяпракашем Нараяном, обеспечивая руководство основанными им неправительственными организациями «Граждане за демократию» и «Народный союз за гражданские свободы». Он также работал в Комитете гражданского правосудия и сыграл важную роль в сопротивлении и расследовании эксцессов того периода, включая антисикхские беспорядки 1984 года и в целом нарушения прав человека в Пенджабе, Кашмире и на северо-востоке.